# 凱特·麥金儂
凱薩琳·麥金儂·貝特霍爾德（1984年1月6日—）或簡稱凱特·麥金儂（英語：Kate McKinnon），美國女演員和喜劇演員。較知名的作品如電視節目《搞笑同志短劇秀》（2007年至2010年）和《週六夜現場》（2012年至2022年）。而她也在2016年電影《魔鬼剋星》（2016年）中飾演吉琳安·霍茲曼一角，於同年底參予《聖誕搞轟趴》飾演 Mary Winetossu 一角以及參予電影《笨賊樂盜家》飾演Jandice一角。
麥金儂的特色包括她強烈的角色性格以及模仿名人。 她因模仿流行歌手賈斯汀·比伯、電視脫口秀節目主持人艾倫·狄珍妮、以及希拉蕊·羅登·柯林頓而聞名，是一位模仿界的奇女子。麥金儂獲得了四座黃金時段艾美獎提名，分別為三項喜劇類最佳女配角與一項最佳原創歌曲與歌詞，並在2016贏得一座艾美獎喜劇類最佳女配角獎。
2023年，她將在電影《Barbie芭比》中飾演體操運動員芭比，這是她在2019年《重磅腥聞》後，再度與瑪格·羅比合作。

## 早期生活
凱特·麥金儂出生及成長於紐約海崖。母親為羅倫(Laura Campbell)從事教育工作, 父親為麥可(Michael Thomas Berthold)是一位建築師。她的妹妹艾米麗·貝特霍爾德(Emily Berthold)，也是一位喜劇演員。她的父親在她18歲時過世. 
麥金儂從小學習鋼琴、大提琴以及吉他. 她2002年畢業於North Shore High School同時在2006年於哥倫比亞大學主修戲劇學，就讀大學期間，她和朋友創立了喜劇團體，Tea Party，是一個專門進行音樂類即興喜劇演出。她同時也是Prangstgrüp成員之一，是一個安排及精心錄製大學惡作劇的類似學生喜劇團體。

## 個人生活
麥金儂是一名已公開出櫃的同性戀者。她表示自己曾打算將木工作為業餘的喜好，但並不成功。她養有一隻寵物貓，名為尼諾·波西塔諾（Nino Positano），她開玩笑說牠是自己的兒子。麥金儂目前都沒有參與任何社交媒體的使用，理由是怕會「扭曲她真實的感覺」。
麥金儂曾表示，希望希拉蕊·羅登·柯林頓能贏得2016年的總統大選。

## 職業生涯
麥金儂於2007年參予Logo TV's劇場《搞笑同志短劇秀》演出，總共演出3季。
於2008年，她曾經定期於紐約市Upright Citizens Brigade Theatre做現場喜劇演出。 她同時還從事配音演員工作，為一系列 The Venture Bros. 、  Robotomy ，和 Ugly Americans 。 配音。在2009年，麥金儂 贏得 Logo 電視網頒發的NewNowNext Award Best Rising Comic 獎。  於2010年，她被提名 ECNY Emerging Comic Award。於2016年，她參加女性版的《魔鬼剋星》電影演出，同劇演員包括瑪莉莎·麥卡錫和《週六夜現場》的演員克莉絲汀·薇格與萊絲莉·瓊斯。 接下來於 2017年，麥金儂參予安裴琳娛樂公司的《午餐女巫》，是由漫畫小說改編，她將演出Grunhilda一角，一位在學校餐廳工作失業的女巫，以及參予電影《Rough Night》飾演Pippa一角，同劇演員還有史嘉蕾·喬韓森。

### 《周六夜現場》
麥金儂於2012年4月首度加入《週六夜現場》演出。她是該節目首位公開同性戀身份的演員。她在第39季時晉升成為《週六夜現場》主要演員之一。
2013年，麥金儂被提名EWwy喜劇類最佳女配角。麥金儂於2014年因《週六夜現場》電視演出而贏得美國喜劇獎最佳女配角獎。 同年她被提名艾美獎喜劇類最佳女配角，以及艾美獎最佳原創歌曲與歌詞，歌曲名稱為"(Do It On My) Twin Bed"。於2015年她第二次被提名艾美獎喜劇類最佳女配角。。最終她在2016年贏得艾美獎喜劇類最佳女配角獎，成為SNL首位贏得此獎項的女性主要演員。
接著她為2016年總統選舉扮演希拉蕊·羅登·柯林頓。真正的希拉蕊·羅登·柯林頓曾出現在《週六夜現場》第41季和麥金儂同台演出。麥金儂曾說扮演希拉蕊是來自內心的崇拜，在選舉完後的星期六麥金儂以扮演希拉蕊角色自彈自唱詮釋李歐納·柯恩的"Hallelujah"一首歌，因李歐納·柯恩是麥金儂在星期六《週六夜現場》演唱他的作品的前二天過世。2016年，麥金儂也因周六夜現場演出而贏得影評人之影視獎頒發的喜劇類最佳女演員獎。2022年離開該節目。

## 語言能力
麥金儂也為卡通及電影配音，包括在電影《海底總動員2：多莉去哪兒？》為Wife Fish配音，在電視卡通《辛普森家庭》為Hettie配音。她也在電影《萌牛費迪南》中為Lupe配音，及在電視卡通《神奇校巴再度啟程》中為Ms. Frizzie配音。
凱特另一個人特色是在《週六夜現場》角色扮演時，能模仿各國口音包括：
- 德語英語口音
- 澳洲英語口音
- 義大利英語口音
- 瑞典英語口音
- 俄羅斯英語口音
- 法國英語口音

## 外部連結
- 凱特·麥金儂在互联网电影资料库（IMDb）上的資料（英文）
- Kate McKinnon在Enjoy Movie上的電影作品列表 （页面存档备份，存于）